# Vielfarbiger Maulbrüter
Der Vielfarbige oder Kleine Maulbrüter (Pseudocrenilabrus multicolor, Syn.: Haplochromis multicolor; Lat.: „multus“ = viel; „color“ = Farbe) ist ein afrikanischer Buntbarsch, der weitverbreitet im nordöstlichen und östlichen Afrika von Ägypten bis Äthiopien und zum Viktoriasee vorkommt.

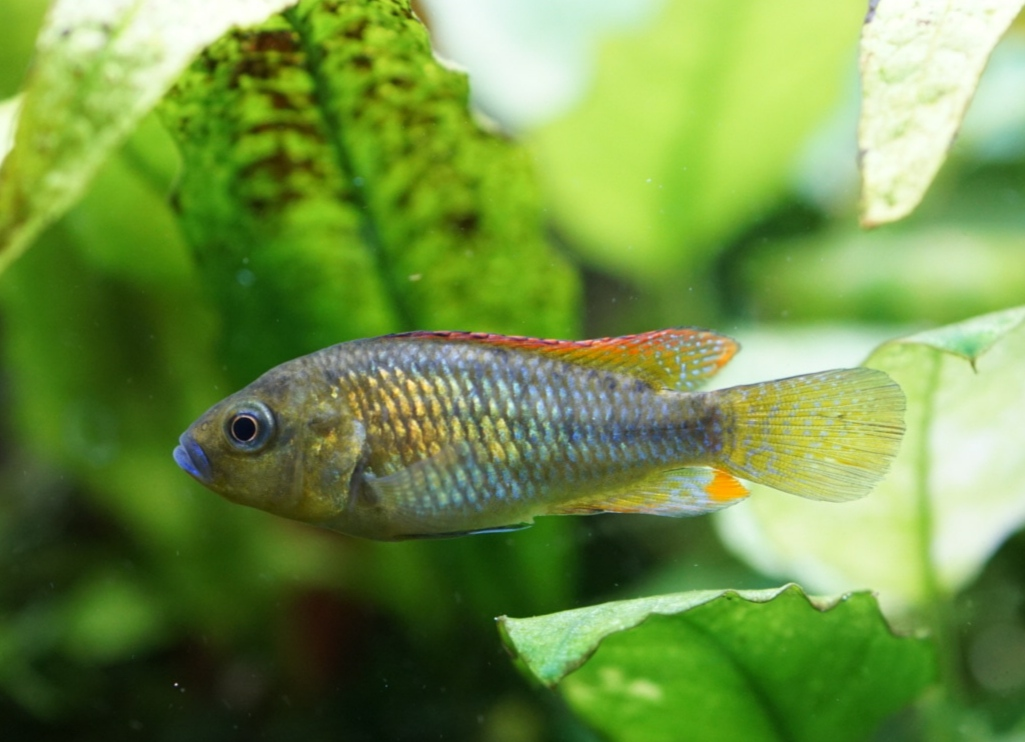
Pseudocrenilabrus multicolor „Lake Victoria“

## Merkmale
Männliche Kleine Maulbrüter werden 8 cm lang, Weibchen bleiben etwas kleiner. Der Körper ist langgestreckt und im hinteren Teil stark abgeflacht. Das endständige Maul ist breit, die Lippen sind blau. Die Schwanzflosse ist deutlich abgerundet. Die Grundfarbe ist lehm- bis rostfarben. Je nach Lichteinfall schimmern die verschiedenen Körperregionen grünlich, zitronengelb, golden oder bläulich, besonders auf dem Rücken. Auch die Flossen sind farbig. Die unpaaren Flossen zeigen oft grünliche Flecken auf einem kräftigen rostroten Grund, die Bauchflossen sind gelblich. Weibchen sind schlichter gefärbt mit einer eher gelblichen Grundfarbe und dunklen Querbinden oder Flecken auf den Körperseiten.
- Flossenformel: Dorsale XIII-XV/8-10, Anale III/6-9, Pectorale 12.
- Schuppenformel: mLR 25-29.

## Lebensweise
Die Art besiedelt vor allem Sumpfgebiete, kleine Bäche, und dicht bewachsene Altarme größerer Flüsse und Küstenabschnitte von Seen. Er ernährt sich von Würmern, kleinen Krebstieren, Insekten, kleinen Fischen, Algen und verschiedenem pflanzlichem Material. Zur Laichzeit sind die Männchen revierbildend und legen eine flache Grube in den Gewässerboden an, in die die Partner ablaichen. Die 30 bis 80 Eier werden anschließend vom Weibchen ins Maul genommen. Nach etwa zehn Tagen werden die Jungfische aus dem Maul entlassen, können bei Gefahrensituationen aber noch etwa eine Woche lang dort Zuflucht suchen.

## Unterarten
Es werden zwei Unterarten unterschieden:
- Pseudocrenilabrus multicolor multicolor (Schöller, 1903); Sein Verbreitungsgebiet reicht vom Marioutsee in der Nähe von Alexandria in Nordägypten bis nach Äthiopien. Die Grenze seines südlichsten Vorkommens im Stromgebiet des Nil ist unbekannt. Sicher ist, dass es nicht bis zum Albert-Nil reicht, wo das Verbreitungsgebiet von Pseudocrenilabrus m. victoriae beginnt.
- Pseudocrenilabrus multicolor victoriae Seegers, 1990; Sein Verbreitungsgebiet reicht vom Albert-Nil in Uganda über den Kioga- und Albertsee bis zum Semliki und zum Einzugsgebiet des Victoriasees in Uganda, Kenya, Tansania und Ruanda. In die kenyanischen Flüsse Sabaki und Tana wurde er vom Menschen eingeführt. Die Grenze seines nördlichsten Vorkommens ist unbekannt.

Beide Unterarten kommen nicht im Turkanasee vor.